# M-ON! Countdown
『M-ON! Countdown』（エムオン カウントダウン）(2015年7月からJ-POP最強カウントダウンに改称)は、日本の音楽専門チャンネル・MUSIC ON! TV （エムオン!）で放送されている邦楽のヒットチャートをカウントダウン形式で放送する音楽番組。

## 概要
＊ここでは、一部、現在の「J-POP最強カウントダウン50」について紹介しています。＊
プラネットが発表するシングルヒットチャートをもとにし、M-ON!に寄せられたリクエストや放送された回数を加味したオリジナルのランキング（上位50曲）を、音楽PVを使って発表する。PVは基本的にノーカットで放送されることが多いが、発売元のレーベルやレコード会社によっては途中でフェード・アウトが行われたり、短縮版が使用される場合もある。
なお、音楽PVが制作されていない曲などは対象外となる。また、発売前の曲も原則として対象とならないが、M-ON!での放送回数によってはヒットチャートのランキングに入っていない曲でも登場することがある（主に数年前に発売されたもの。特に、季節に関する内容の曲が多い）。
初回放送は、毎週日曜の12:30 - 17:00。
一部の地域の街頭ビジョンで上位10曲が約数秒ずつ放映されていることがある。
一時期コカ・コーラとプレイステーション、がスポンサーとなっていた。なお、プレイステーションは、街頭ビジョンでは2010年6月現在でも、6位と5位の間にCMが挿入されている（2008年4月から）。
スペースシャワーTVでもプラネットのヒットチャートをもとにした『SUPER HITS PERFECT RANKING 50』が放送されているが、初回放送の週に発売された曲が対象になるかならないかの違いがあったが、2009年ごろから含める事が多くなった。(基本的には水曜日発売を含むが、木・金曜日発売は翌週へ持ち越しされるケースが多い)
2002年7月から2004年3月には、スカイパーフェクTV!2（現在のスカパー!e2）のデータ放送「BAZ」でも放送されていた。

## 番組の変遷

### Viewsic Countdown 20
M-ON!の前身である「Viewsic（ヴュージック）」で、毎週日曜の14:00 - 16:00にTOP20を発表する番組。1999年12月には『Viewsic Countdown 年間100』と題して、1年間の上位100曲を紹介した。楽曲と楽曲の間には、『ビブリボン』による順位の紹介が行われていた。また、20位以降は田代まさしと千秋が司会を担当し、楽曲に関するトークをしていた。

### Viewsic Countdown 100
前述の『Countdown 年間100』をきっかけに、2000年1月から放送を開始した。毎月最終日曜のみの放送で、再放送は20位から行われていた。こちらでも、年間チャートと同じ出演者や構成で番組が進められた。同年4月からは毎週の放送になったが、『ビブリボン』や司会者が起用されなくなり、字幕などが『Countdown 20』のマイナーチェンジ仕様に変更。2000年7月からは、紹介する曲数を半減する形で『Viewsic Countdown 50』に改題し、放送時間が10:00 - 16:00になり、21位と20位の間には、『Viewsic Countdown Extra』が放送される。
2000年10月より100に戻され、放送時間が6:00 - 16:00に変更し、2001年4月より 『extra』終了に伴い6:00 - 15:00となり、1時間早く終わるようになった。なお、スカパー!などのデジタル放送のEPGでは21位までと20位以降が別の番組として扱われるようになっていたが、2012年3月現在は一つの番組となっている。2003年10月には、オープニングや順位紹介の映像がリニューアルされた。

### M-ON! Countdown 100
2004年5月に、チャンネル名が現在の「MUSIC ON! TV」に変更されたことに伴い、番組名も変更。オープニングや順位紹介も一新され、全編のリピート放送が土曜から月曜に変更となった。また、2009年10月放送分から、スカパー!HDなどのハイビジョン化に伴い、オープニング・順位紹介の変更とともに紹介もHD仕様の放送に変更となった。2010年4月より放送時間が、初回分が日曜日6:00からを2時間繰り下げて8:00から、リピート放送も月曜日の15:00からを5時間繰り上げて10:00からに変更した。しかし2012年3月現在、リピート放送は行われていない。2014年10月、M-ON! Countdown 100からM-ON! Countdown 50に変更され、TOP50を放送(2015年7月に番組名称を｢J-POP最強カウントダウン50｣に変更している)
2016年年間シングルランキングは、この番組名(アルバムランキングは「M-ON! Countdown 50」)となり、1年5か月ぶりに「M-ON! Countdown」という番組名が復活したこととなる。
MUSIC ON! TVチャートページ